# Ethel Skakel Kennedy
Ethel Skakel Kennedy (anglès: Ethel Kennedy)  (Chicago, 11 d'abril de 1928 - Boston, 10 d'octubre de 2024) fou una celebritat i esposa de Robert F. Kennedy. Els seus pares eren Ann Brannack, catòlica, i George Skakel, protestant. Fou criada en la religió catòlica al poble de Greenwich (Connecticut). El seu pare fou el fundador de la companyia Great Lakes Carbon Corporation, la qual està relacionada amb la indústria de l'acer. Robert i Ethal van comprometre's el 1950 i es casaren el 17 de juny del mateix any.